# غياب العقلانية
تُعرّف اللاعقلانية أو غياب العقلانية بأنها عدم القدرة على التفكير والتصرف بعقلانية رغمًا من توفّر الذكاء الكافي. وهي مفهوم في علم النفس التربوي وليست اضطرابًا سريريًا مثل اضطراب الفكر. قد تشرح اللاعقلانية كيف يفشل الأشخاص الأذكياء في سلسلة بونزي وسواها من الأساليب الاحتيالية.

## التاريخ
قُدّم مفهوم اللاعقلانية للمرة الأولى على يد عالم النفس كيث ستانوفيتش في أوائل التسعينيات في القرن الماضي. صنف ستانوفيتش في البداية اللاعقلانية على أنها من صعوبات التعلم ووصفها بأنها صعوبة في تكوين الاعتقاد أو تقييم اتساق الاعتقاد أو تحديد الفعل اللازم إجراؤه لتحقيق الأهداف. أشار الباحث في مجال التعليم الخاص كينيث كافيل إلى أن الأكثر ملاءمة هو أن توضع اللاعقلانية في تصنيف اضطرابات التفكير، لا بين صعوبات التعلم، فهي لا تؤثر بشكل مباشر على الأداء الأكاديمي.
جادل عالم النفس روبرت ستيرنبرغ بأن علينا أن نحدد مفاهيم اللاعقلانية على نحوٍ أفضل لأنها تفتقر إلى الإطار النظري (لشرح سبب كون الناس لاعقلانيين وكيف يصبحون كذلك) والتشغيلي (كيفية قياس اللاعقلانية). أشار ستيرنبرغ أيضًا إلى أن المفهوم يحمل احتمال إساءة الاستخدام، فقد يصف الفرد شخصًا آخر بأنه لاعقلاني لمجرد أنهما لا يتفقان في الرؤية: «أخشى أن يكون ستانوفيتش قد وقع في فخ، فبوسم الآخرين بأنهم «لاعقلانيون» لأنهم يحملون اعتقادات لا يقبلها، ستُخلق إمكانية مخيفة لإساءة الاستخدام». أجاب ستانوفيتش عن كل من كافيل وستيرنبرغ. في رده على مخاوف ستيرنبرغ المتعلقة باحتمال إساءة الاستخدام، قال ستانوفيتش إن اللاعقلانية في هذا الجانب لا تختلف عن المفاهيم الأخرى كالذكاء، وهو مفهوم يستخدمه ستيرنبرغ نفسه. أكد ستانوفيتش على أن استخدام مفهوم اللاعقلانية ينبغي أن يستند بحذر إلى معايير صارمة من التبرير المعرفي لا تُبنى على الاتفاق أو الخلاف الاجتماعي فقط. ويشير هذا إلى عملية تبرير الاعتقادات، لا إلى محتوى تلك الاعتقادات. طور ستانوفيتش وزملاؤه الإطار النظري للاعقلانية والأساليب التشغيلية الخاصة بها في كتب تالية.
في عام 2002، ألّف ستيرنبرغ كتابًا بعنوان «لماذا يمكن للأشخاص الأذكياء أن يكونوا أغبياء جدًا»، ناقش فيه مفهوم اللاعقلانية بشكل موسّع. في كتابه الذي صدر عام 2009 بعنوان «ما تفتقده اختبارات الذكاء»، قدم ستانوفيتش المفاهيم المفصلة التي دعا إليها ستيرنبرغ في انتقاده السابق. في هذا الكتاب، أظهر ستانوفيتش أن الاختلاف في مهارات التفكير العقلاني أمر مستقل عن الذكاء بشكل مفاجئ. من نتائج هذا الاكتشاف أن اللاعقلانية يُفترض ألا تكون أمرًا نادرًا.